# Leichtathletik-Weltmeisterschaften 2007/Hammerwurf der Männer

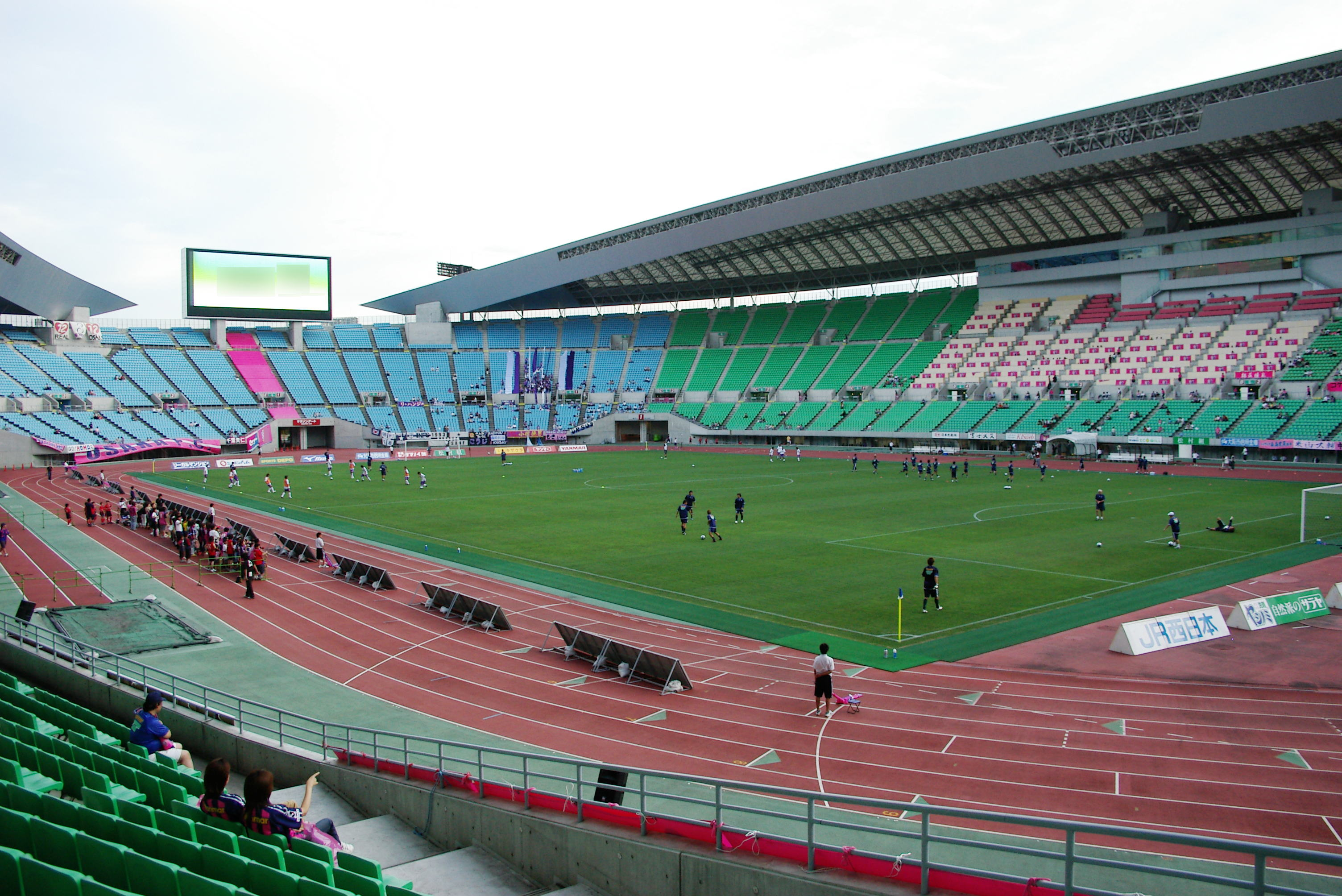
Das Nagai-Stadion in Osaka im Jahr 2004

Der Hammerwurf der Männer bei den Leichtathletik-Weltmeisterschaften 2007 wurde am 25. und 27. August 2007 im Nagai-Stadion der japanischen Stadt Osaka ausgetragen.
Es siegte der belarussische Weltmeister von 2003 Iwan Zichan, dem sein 2005 zunächst errungener WM-Titel wegen Verstoßes gegen die Antidopingbestimmungen aberkannt worden war. Silber ging an den Slowenen Primož Kozmus. Der Slowake Libor Charfreitag errang die Bronzemedaille.

## Bestehende Rekorde
| Weltrekord | 86,74 m | Jurij Sjedych     | EM 1986 in Stuttgart, Bundesrepublik Deutschland | 30. August 1986 |
| WM-Rekord  | 83,38 m | Szymon Ziółkowski | WM 2001 in Edmonton, Kanada                      | 5. August 2001  |

Der bestehende WM-Rekord wurde bei diesen Weltmeisterschaften nicht eingestellt und nicht verbessert.
Der belarussische Weltmeister Iwan Zichan stellte im Finale am 27. August mit 83,63 m eine neue Weltjahresbestleistung auf.

## Legende
Kurze Übersicht zur Bedeutung der Symbolik – so üblicherweise auch in sonstigen Veröffentlichungen verwendet:
| – | verzichtet |
| x | ungültig   |

## Qualifikation
29 Teilnehmer traten in zwei Gruppen zur Qualifikationsrunde an. Die Qualifikationsweite für den direkten Finaleinzug betrug 77,00 m. Acht Athleten übertrafen diese Marke (hellblau unterlegt). Das Finalfeld wurde mit den vier nächstplatzierten Sportlern auf zwölf Werfer aufgefüllt (hellgrün unterlegt). So mussten schließlich 75,27 m für die Finalteilnahme erbracht werden.

### Gruppe A

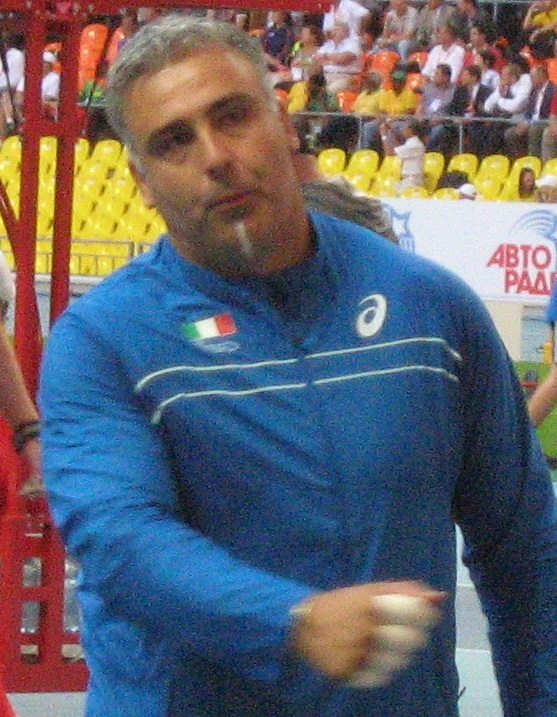
Nicola Vizzoni schied mit 73,64 m in der Qualifikation aus

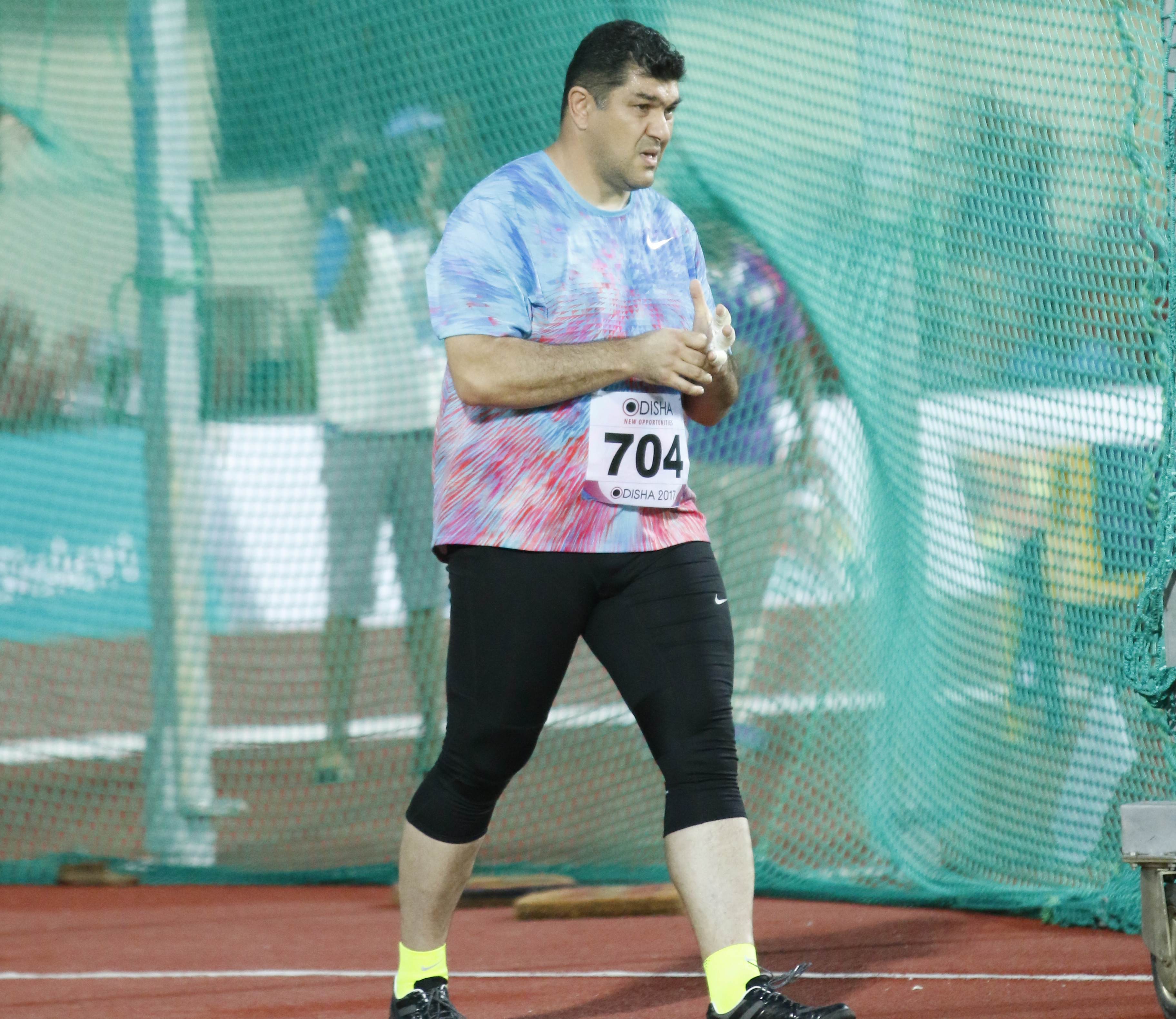
Dilschod Nasarow – 71,70 m und damit nicht im Finale

25. August 2007, 19:30 Uhr
| Platz | Name                | Nation        | Resultat (m) | 1. Versuch (m) | 2. Versuch (m) | 3. Versuch (m) |
| 1     | Libor Charfreitag   | Slowakei      | 80,61        | 80,61          | –              | –              |
| 2     | Wadsim Dsewjatouski | Belarus       | 79,30        | 76,85          | 79,30          | –              |
| 3     | Krisztián Pars      | Ungarn        | 79,11        | 79,11          | –              | –              |
| 4     | Kōji Murofushi      | Japan         | 77,25        | 73,11          | 77,25          | –              |
| 5     | Eşref Apak          | Türkei        | 75,27        | 75,27          | 75,34          | 74,04          |
| 6     | James Steacy        | Kanada        | 74,11        | 74,11          | x              | 73,07          |
| 7     | Yevhen Vynohradov   | Ukraine       | 73,87        | 71,15          | 73,87          | x              |
| 8     | Nicola Vizzoni      | Italien       | 73,64        | 71,58          | 73,64          | 71,79          |
| 9     | András Haklits      | Kroatien      | 73,04        | 71,75          | x              | 73,04          |
| 10    | Mohsen Anani        | Ägypten       | 72,93        | 72,93          | x              | 69,67          |
| 11    | David Söderberg     | Finnland      | 72,45        | x              | 71,25          | 72,45          |
| 12    | Dilschod Nasarow    | Tadschikistan | 71,70        | 71,70          | 70,71          | x              |
| 13    | Dorian Çollaku      | Albanien      | 68,30        | 66,63          | 68,30          | 63,86          |
| NM    | Kibwe Johnson       | USA           | ogV          | x              | x              | x              |

### Gruppe B

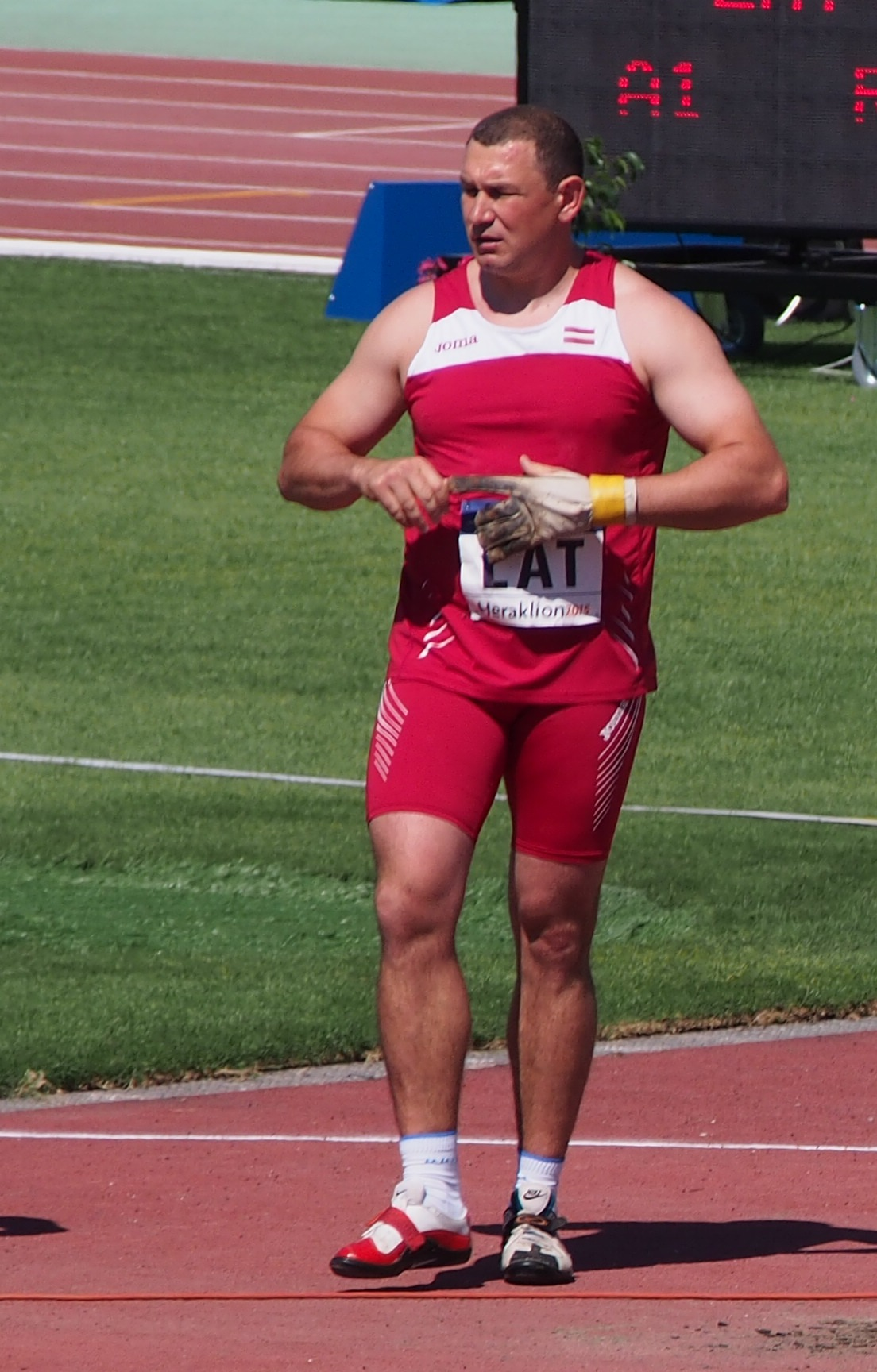
Igors Sokolovs – seine 73,92 m reichten nicht zur Finalteilnahme

25. August 2007, 21:00 Uhr
| Platz | Name                     | Nation       | Resultat (m) | 1. Versuch (m) | 2. Versuch (m) | 3. Versuch (m) |
| 1     | Miloslav Konopka         | Slowakei     | 79,83        | x              | 79,83          | –              |
| 2     | Szymon Ziółkowski        | Polen        | 78,90        | 73,87          | 78,90          | –              |
| 3     | Primož Kozmus            | Slowenien    | 77,93        | 77,93          | –              | –              |
| 4     | Iwan Zichan              | Belarus      | 77,75        | x              | 77,75          | –              |
| 5     | Ali Mohamed al-Zankawi   | Kuwait       | 76,49        | x              | 76,49          | x              |
| 6     | Markus Esser             | Deutschland  | 76,36        | 76,36          | 74,12          | x              |
| 7     | Olli-Pekka Karjalainen   | Finnland     | 76,12        | 75,04          | x              | 76,12          |
| 8     | Igors Sokolovs           | Lettland     | 73,92        | x              | 72,95          | 73,92          |
| 9     | A. G. Kruger             | USA          | 73,19        | 73,19          | 69,39          | x              |
| 10    | Alexandros Papadimitriou | Griechenland | 71,58        | 71,58          | x              | x              |
| 11    | Cosmin Sorescu           | Rumänien     | 71,49        | 70,43          | 71,49          | 69,42          |
| 12    | Chris Harmse             | Südafrika    | 71,07        | 71,07          | x              | x              |
| 13    | Alexei Sagorny           | Russland     | 70,94        | x              | x              | 70,94          |
| 14    | Hiroaki Doi              | Japan        | 69,89        | 57,57          | 69,89          | x              |
| 15    | Fatih Eryildirim         | Türkei       | 67,87        | 67,87          | 67,62          | 66,09          |

## Finale
27. August 2007, 19:30 Uhr
Iwan Zichan, der Weltmeister von 2003, dem der 2005 zunächst erneut verliehene Weltmeistertitel wegen Dopings nachträglich aberkannt wurde und der auch 2006 gedopt war, lag im Finale lange Zeit außerhalb der Medaillenränge. Mit seinem sechsten und gleichzeitig letzten Versuch sicherte er sich die Goldmedaille und verwies seinen Konkurrenten Primož Kozmus auf den zweiten Rang. Nicht weniger umkämpft war der dritte Platz: Libor Charfreitag gewann Bronze, nachdem er mit seinem sechsten Wurf die Weite des Vizeweltmeisters von 2005 Wadsim Dsewjatouski knapp übertroffen hatte.
| Platz | Name                   | Nation      | Resultat (m) | 1. Versuch (m) | 2. Versuch (m) | 3. Versuch (m) | 4. Versuch (m)                         | 5. Versuch (m)                         | 6. Versuch (m)                         |
| 1     | Iwan Zichan            | Belarus     | 83,63 WL     | x              | x              | 79,35          | x                                      | 80,77                                  | 83,63                                  |
| 2     | Primož Kozmus          | Slowenien   | 82,29        | 80.68          | 79,62          | 82,12          | x                                      | x                                      | 82,29                                  |
| 3     | Libor Charfreitag      | Slowakei    | 81,60        | x              | 80,93          | 79,10          | 76,88                                  | 81,60                                  | 80,48                                  |
| 4     | Wadsim Dsewjatouski    | Belarus     | 81,57        | 76,28          | 80,95          | x              | 81,22                                  | 81,57                                  | 81,20                                  |
| 5     | Krisztián Pars         | Ungarn      | 80,93        | 78,29          | 79,49          | 79,55          | 79,63                                  | 77,29                                  | 80,93                                  |
| 6     | Kōji Murofushi         | Japan       | 80,46        | 76,94          | 79,46          | 80,38          | 79,56                                  | 80,13                                  | 80,46                                  |
| 7     | Szymon Ziółkowski      | Polen       | 80,09        | 79,81          | 80,09          | 78,58          | 79,87                                  | x                                      | 77,53                                  |
| 8     | Markus Esser           | Deutschland | 79,66        | 78,67          | 79,66          | 78,37          | x                                      | 79,19                                  | 79,46                                  |
| 9     | Olli-Pekka Karjalainen | Finnland    | 78,35        | 78,15          | 78,27          | 78,35          | nicht im Finale der besten acht Werfer | nicht im Finale der besten acht Werfer | nicht im Finale der besten acht Werfer |
| 10    | Miloslav Konopka       | Slowakei    | 78,09        | x              | 78,09          | x              | nicht im Finale der besten acht Werfer | nicht im Finale der besten acht Werfer | nicht im Finale der besten acht Werfer |
| 11    | Eşref Apak             | Türkei      | 76,59        | 75,67          | x              | 76,59          | nicht im Finale der besten acht Werfer | nicht im Finale der besten acht Werfer | nicht im Finale der besten acht Werfer |
| 12    | Ali Mohamed al-Zankawi | Kuwait      | 76,04        | x              | 72,88          | 76,04          | nicht im Finale der besten acht Werfer | nicht im Finale der besten acht Werfer | nicht im Finale der besten acht Werfer |

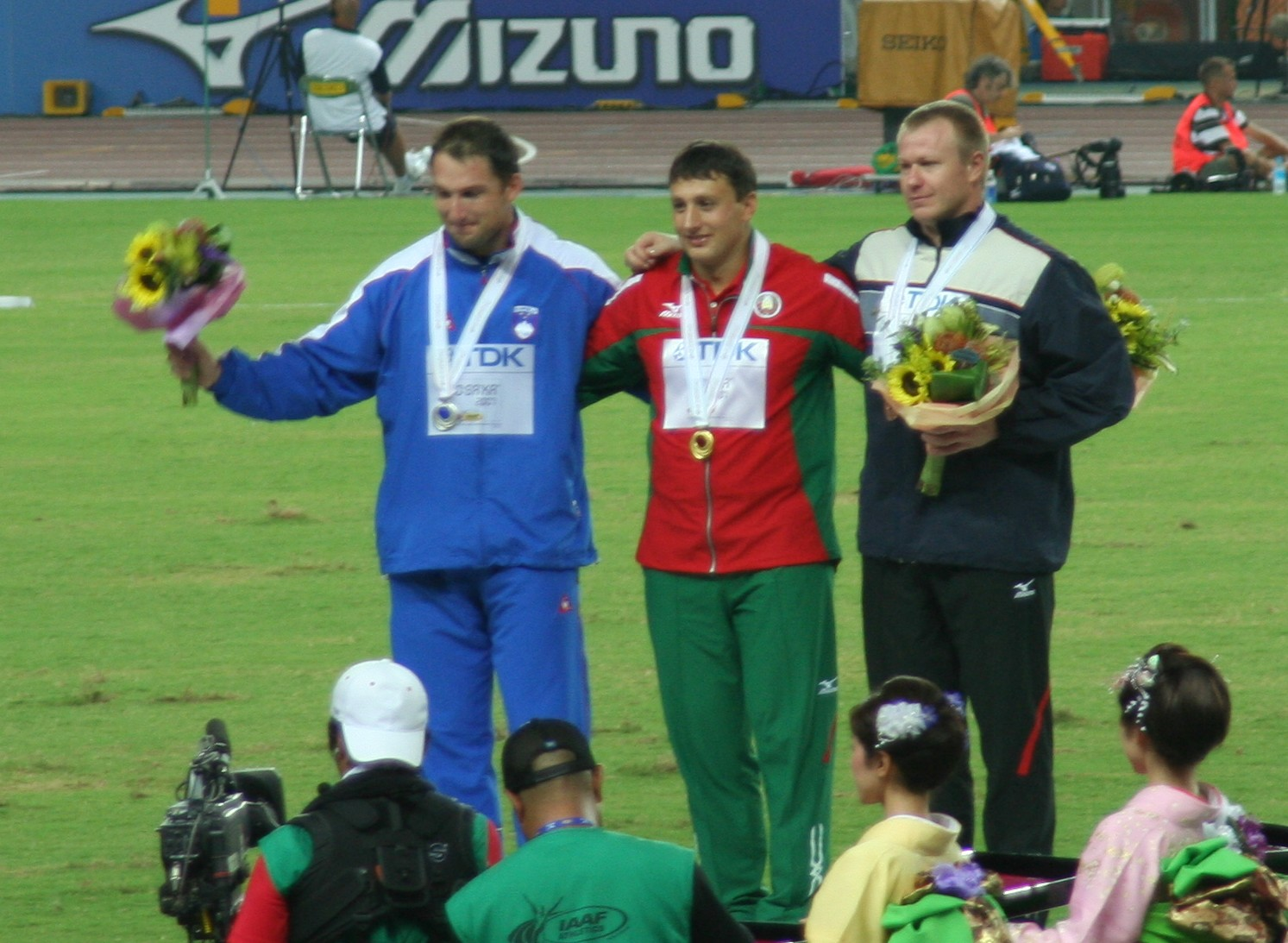
Hammerwurf-Siegerehrung
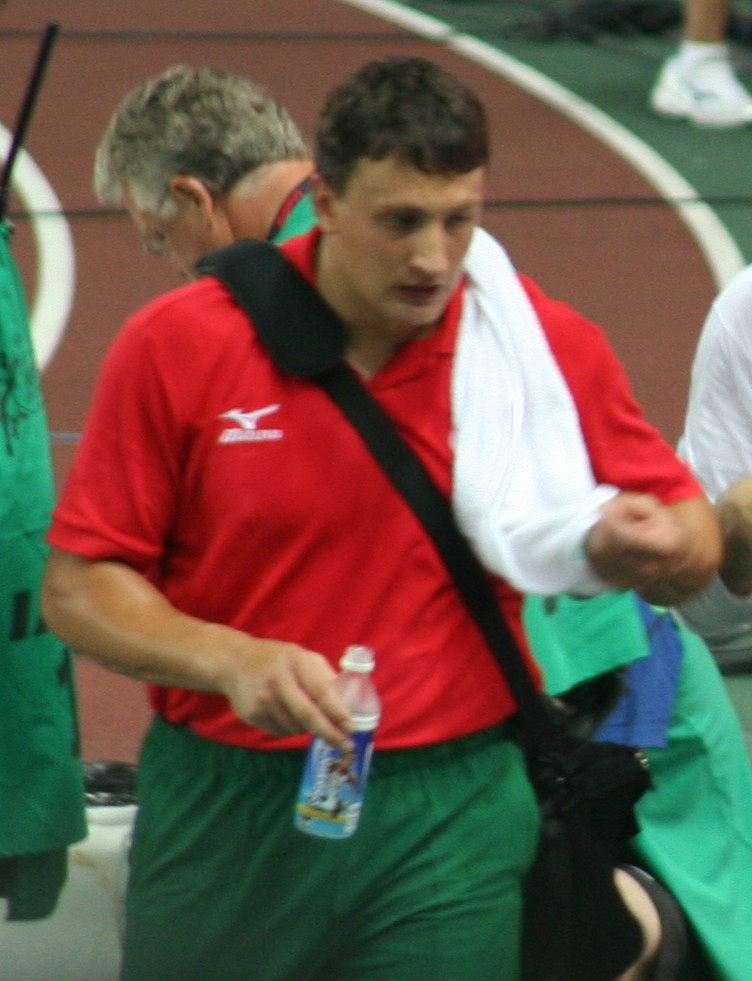
Iwan Zichan wurde zum zweiten Mal nach 2003 Weltmeister – sein zwischenzeitlicher WM-Titel von 2005 wurde im wegen Verstoßes gegen die Antidopingbestimmungen aberkannt
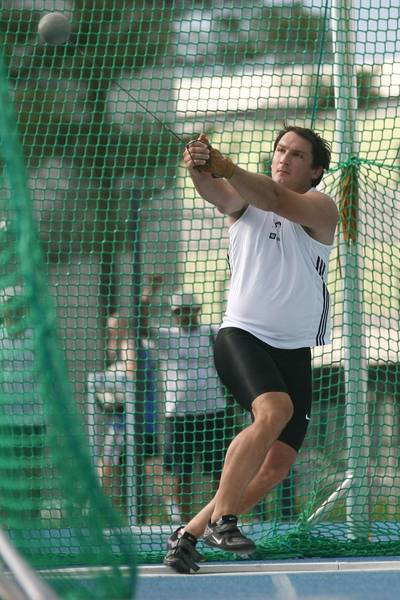
Vizeweltmeister Primož Kozmus

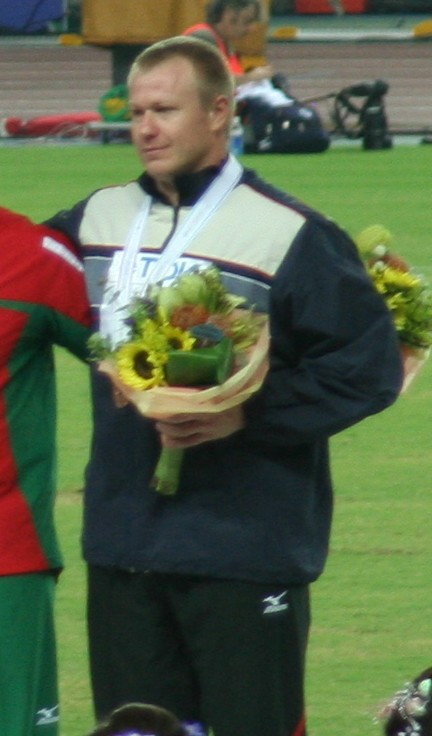
Bronzemedaillengewinner Libor Charfreitag
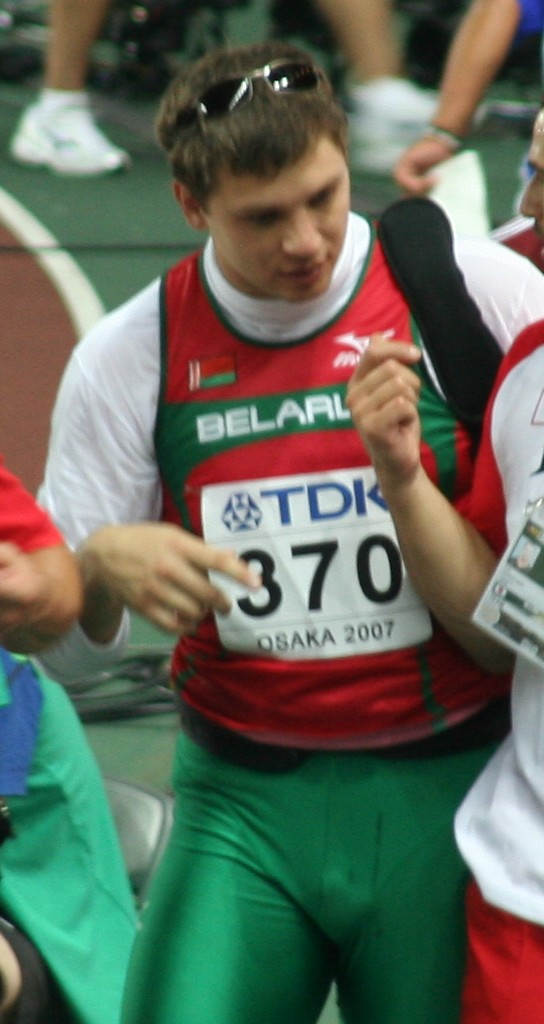
Wadsim Dsewjatouski, 2004 Olympiadritter und 2006 Vizeeuropameister, belegte Rang vier
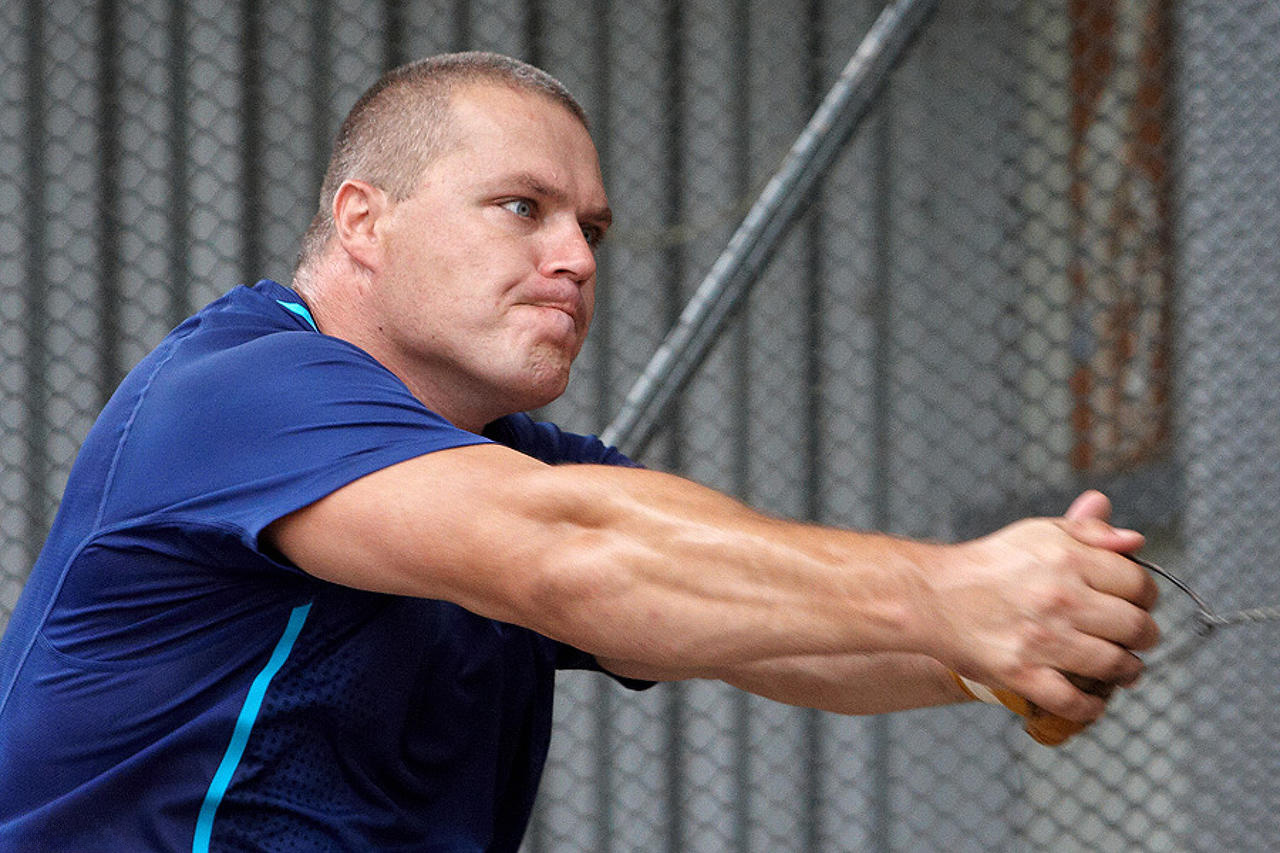
Krisztián Pars kam auf den fünften Platz
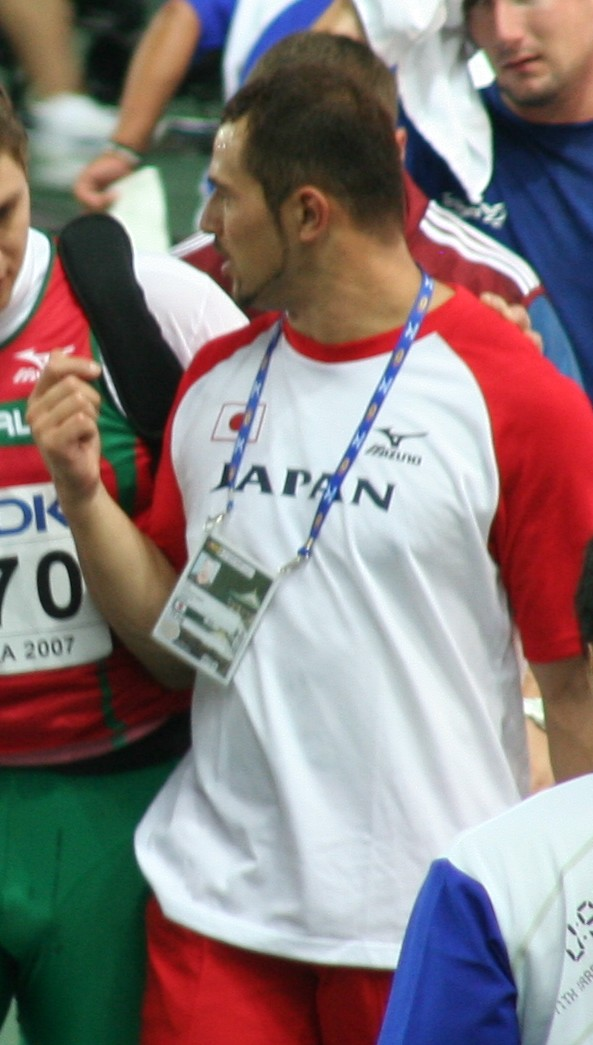
Kōji Murofushi, 2004 Olympiasieger, wurde Sechster
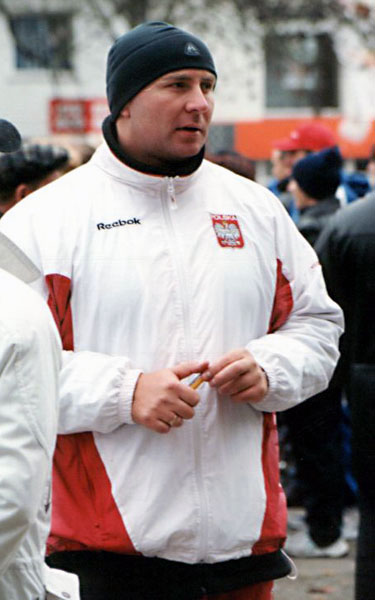
Der siebtplatzierte Szymon Ziółkowski – 2000 war er Olympiasieger und 2005 Vizeweltmeister
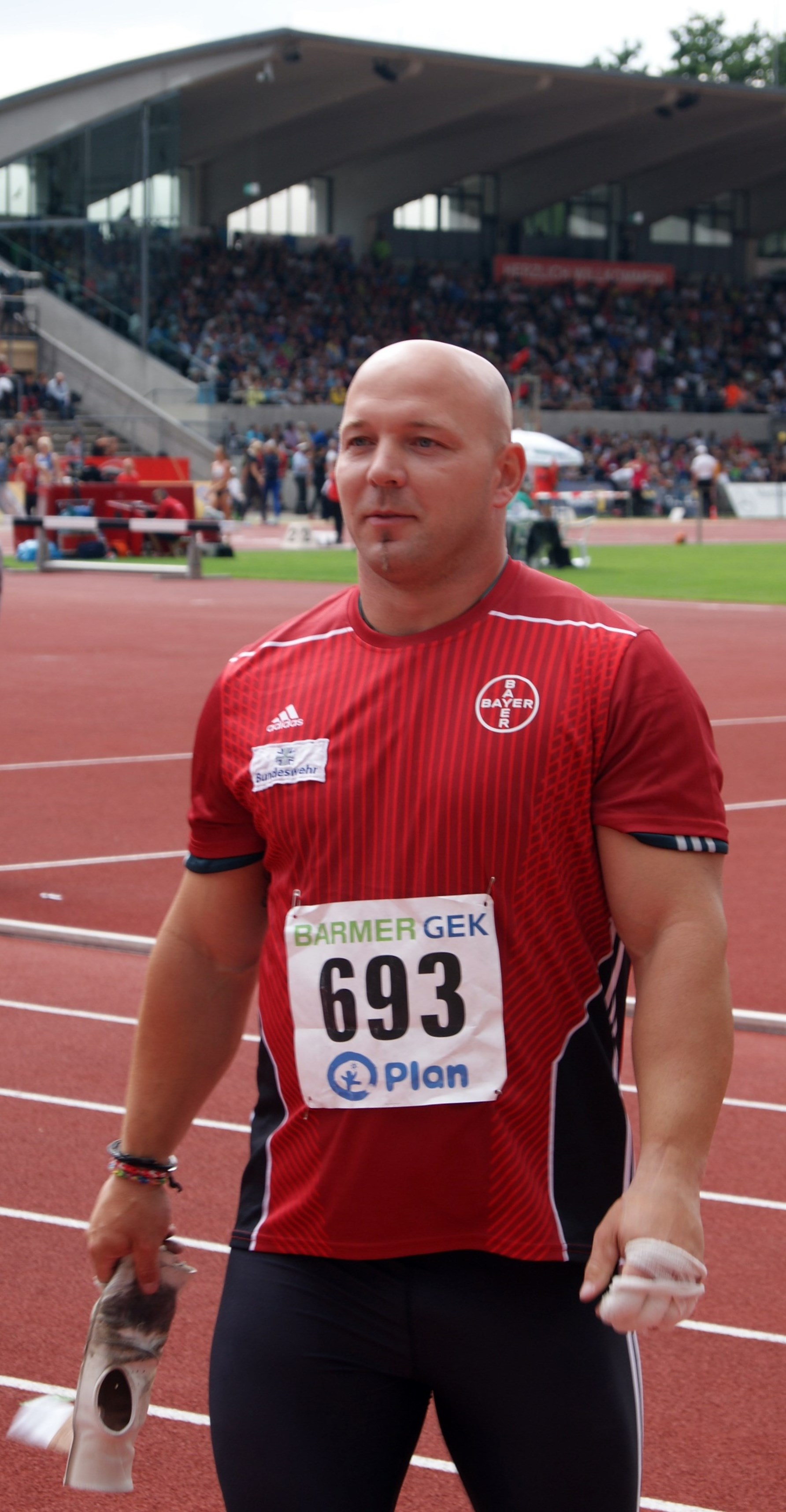
Rang acht für Markus Esser
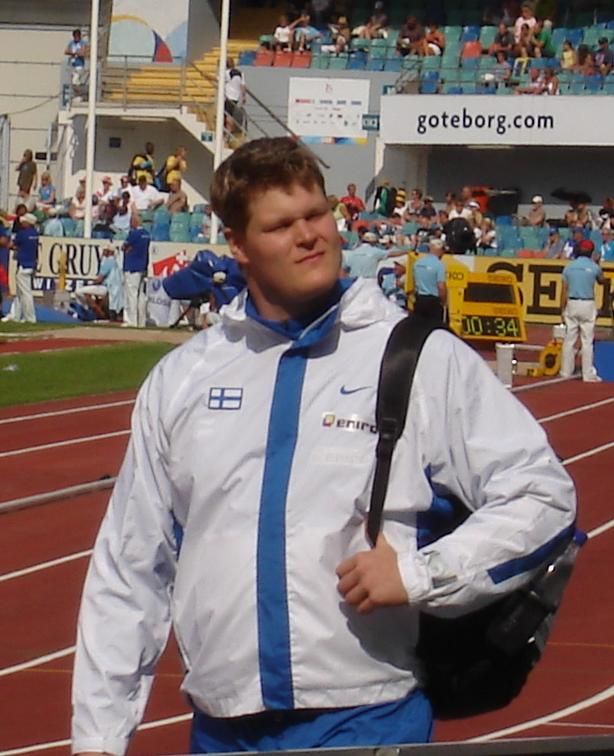
Der amtierende Europameister Olli-Pekka Karjalainen erreichte Platz neun

## Videolinks
- Ivan Tsikhan wins hammer throw final, youtube.com, abgerufen am 29. Oktober 2020
- Koji Murofushi (Japan) HAMMER 80.46 meters (Osaka 2007), youtube.com, abgerufen am 29. Oktober 2020